# Mehrfamilienhaus Grüner Weg 46
Das Mehrfamilienhaus Grüner Weg 46 in der niedersächsischen Kreisstadt Cuxhaven im Landkreis Cuxhaven stammt vom Ende des 19. Jahrhunderts. Aktuell (2024) wird es als Wohnhaus genutzt.
Das Gebäude in der Gruppe Wohnhäuser südlich der Schillerstraße steht unter Denkmalschutz (siehe auch Liste der Baudenkmale in Cuxhaven).

## Geschichte und Beschreibung
Große Teile der Stadterweiterung um 1900 südlich der Schillerstraße sind gut erhalten, viele im originalen Erscheinungsbild. Dazu gehören ein- bis dreigeschossige Wohnhäuser im Bereich Am Grünen Weg, Schillerplatz, Grandauerstraße und Kirchenpauerstraße. Sie stammen von verschiedenen namhaften Cuxhavener Architekten wie Rudolph Glocke, John Polack und Richard Alberts, welche die historisierenden Fassaden in den Formen des Barocks, des französischen Rokokos und des Jugendstils entwarfen. Zurückhaltender sind die zwei- und dreigeschossigen, zwischen 1904 und 1908 entstandenen Häuser an der Reinekestraße mit historisierender Ornamentik im floralen Jugendstil.
Das dreigeschossige traufständige verputzte Gebäude auf Keller mit überstehendem Flachdach auf profiliertem Gesims und verzierten Konsolen wurde 1892 gebaut. Die straßenseitige Schmuckfassade wurde gestaltet mit aufwändigem Stuckdekor an den Ecken und vor allem im Erdgeschoss und im Bereich der unterschiedlichen Fenster des ersten und zweiten Obergeschosses. Der Eingang an der Südseite ist zurückgesetzt.
Das Landesdenkmalamt befand u. a.: „… Zeugnis- und Schauwert im Hinblick auf die geschichtliche, künstlerische und städtebauliche Bedeutung … .“